# قانون کاشا

نمودار شماتیکی که قانون کاشا را نشان می‌دهد. یک فوتون دارای انرژی توسط یک الکترون در حالت پایه جذب می‌شود، of energy, تا حد سطح برانگیختگی (برای مثال. or). سپس آرامش ارتعاشی در آن سطح یا در یکی از سطوح پیش ارتعاشی رخ می‌دهد، که آغازگر تحلیل انرزی در آن می‌شود of آن انرژی که از انتقال گرفته شده, نقش انتقالی به خود می‌گیرد (تبادل داخلی) به‌سوی پایین‌ترین. انرژی سپس با تابش یک فوتون تخلیه می‌شود, که به سیستم اجازه می‌دهد تا به حالت مبدأ بازگردد.

قانون کاشا (انگلیسی: Kasha's rule) یک اصل در فتوشیمی مولکول‌های برانگیخته الکترونیکی است. این قانون بیان می‌کند که گسیل فوتون (فلورسانس یا فسفرسانس) با بازده قابل‌توجه فقط در پایین‌ترین حالت برانگیختگی یک کثرت معین رخ می‌دهد. نام این قانون برگرفته از طیف‌نگار آمریکایی مایکل کاشا است که پیشنهاد آن را او در سال ۱۹۵۰ پیشنهاد کرد.

## تعریف و توضیح
این قانون با درک طیف انتشار یک مولکول برانگیخته مرتبط است. به محض جذب یک فوتون، یک مولکول در حالت پایه الکترونیکی خود (با S 0 نشان داده می‌شود، با فرض حالت منفرد) ممکن است - بسته به طول موج فوتون - به هر یک از مجموعه‌ای از حالت‌های الکترونیکی بالاتر برانگیخته شود (S n که در آن n >0 نشان داده می‌شود).